# 葆申
葆申（？—？），名申，一姓氏失传，曾为官太葆（太保），故称作葆申。《吕氏春秋·直谏》“葆申”,《淮南子·说山》作“鲍申”。《庄子·齐物论》:“此之谓葆光。”《淮南子·本经》“葆”作“珤”。楚國令尹，春秋初期人。
楚文王在云梦（今属湖北省）游猎，三个月不回返。得到丹之姬后，与她淫乐，一年不理朝政。鲍申谏楚文王：“王之罪当笞，臣宁抵罪于王，毋抵罪于先王。”楚文王醒悟，杀死了菇黄之狗，放丹之姬，楚国强大。《淮南子》说楚文王塌胸，鲍申驼背，但是仍使楚国大治，是直言的功劳。 